# Башкими Дебраи
Башкими Дебраи (на албански: Bashkimi Debrai, в превод Дебърско единство) е политическа организация на албанците в Дебърско по време на Втората световна война.
Организацията се създава в 1941 година след разгрома на Кралство Югославия и анексирането на Западна Македония, включително и Дебърско, от албанския протекторат Албания. Организацията има два центъра в Дебър и в Пешкопия. Поддръжниците ѝ са от албанските дебърски села. Сред лидерите на организацията е Дема Хусни. Оранизацията е колаборационистка и сътрудничи с италианските власти. Разпусната е след капитулацията на Италия през септември 1943 година.